# 密特拉寺
密特拉寺（Mithraeum，拉丁文複數寫作：Mithraea，Mithraeum有時拼寫為Mithreum；中文多翻譯為太陽洞、太陽洞穴、太陽式洞穴），乃是一座大型或是小型的密特拉密教神廟，是由密特拉斯（Mithras）的信奉者在古典時代所建築的。

## 密特拉寺的特色
請注意，為了防止翻譯過程中原意流失，以下各章節涉及到有關文獻引用將采取保留譯文與原文兩部分以供參照。

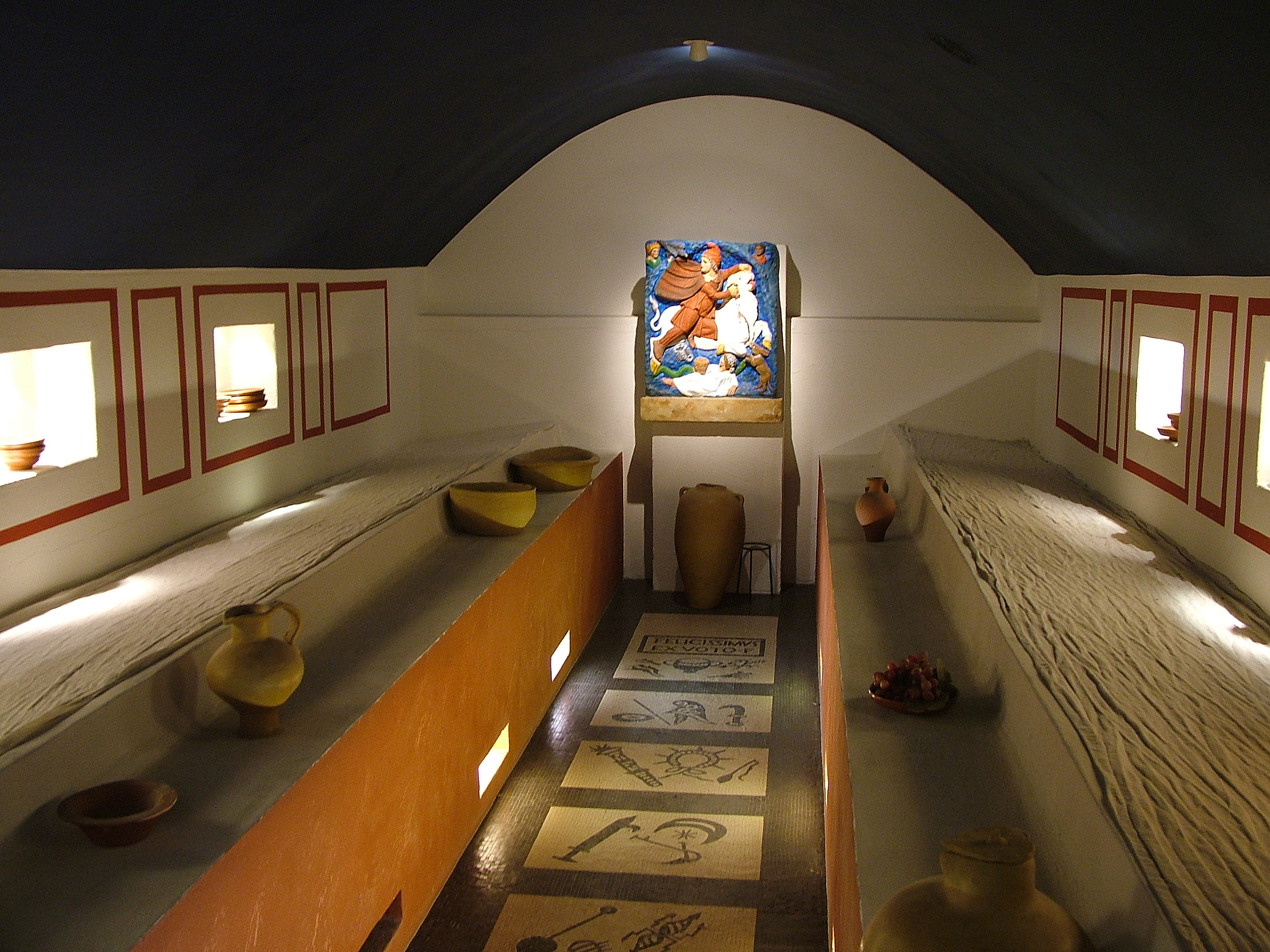
現代歷史主題公園所想像密特拉寺內部是怎麼樣的情況：位於荷蘭的東方公園博物館（Museum Orientalis）。

密特拉寺是一座适应于天然洞穴或者是大地洞任何一種所改建的，或者是一個模仿山洞的建築物之密特拉教的神廟、寺院。如果可能的話，密特拉寺會被建在現有建築物之內或者是其下方的地下室，如在羅馬聖克萊門特大教堂（Basilica di San Clemente or Basilica of San Clemente）下面所發現到的密特拉寺。雖然大部分的密特拉寺都是地下的，有些功能是在天花板上被允許開孔讓光線進入，這也許涉及到了宇宙的連接和時間的流逝。密特拉寺的遺址也可以通過其獨特的入口或前廳（vestibule）進行識別，與從祭壇基座後面所矗立且呈半圓形後殿形狀的牆壁處於相對的位置，通常位於凹进处。還有祂的“洞穴”，稱為Spelaeum或者是Spelunca，並沿著側壁為儀式的聖餐提供長凳。許多密特拉寺遵循著這一項基本的規劃分散在過去羅馬帝國的大部分領土上，特別是在軍隊沿著邊界（如不列顛）駐紮的地方。其他人可能會被他們的特色佈局所辨認出來，儘管在基督教的教堂之下被變換為地下聖堂。
從密特拉寺的結構上可以推測著，信奉者們會為了公共（儀式）的膳食而沿著襯砌牆壁的橫臥長椅聚集在一起。
譯文：最後，密特拉寺的獨特宴會長凳之普遍存在暗示著禮拜的膳食作為“惯常禮儀”的普遍存在。
原文：Finally, the ubiquity of the Mithraeums’ distinctive banqueting benches implies the ubiquity of the cult meal as the “liturgie ordinaire”.
密特拉寺主要活動是作為一個啟蒙（initiation）的區域，靈魂在其中降落和退出。密特拉寺本身被安排作為一種“宇宙的形象（image of the universe）”。一些研究人員注意到了這項舉動，特別是在密特拉密教聖像的背景下（見下文），這似乎源出於新柏拉圖主義的概念學說，即太陽從至點（solstice）到至點的“運轉（running）”是靈魂通過宇宙運動的平行線，從先前存在（pre-existence），然後進入了身體，進而超越物質的身體進入了來世。
譯文：同樣地，波斯人把這個地方稱為一個洞穴那裡他們引見了入教者進入秘密宗教仪式，向他揭示出靈魂下降和再次回歸的路徑。因為歐布洛斯告訴著我們瑣羅亞斯德是第一個為了向密特拉斯表示敬意而奉獻天然洞穴的人，所有的創造者和父親…這個洞穴給他挖掘出了密特拉斯創造的宇宙的形象，以及洞穴所包含的東西，按其比例來安排，為他提供了宇宙氣候和元素的象徵〔译本，阿瑞图萨版本〕
原文：Similarly, the Persians call the place a cave where they introduce an initiate to the Mysteries, revealing to him the path by which souls descend and go back again. For Eubulus tells us that Zoroaster was the first to dedicate a natural cave in honour of Mithras, the creator and father of all… this cave bore for him the image of the cosmos which Mithras had created, and the things which the cave contained, by their proportionate arrangement, provided him with symbols of the elements and climates of the cosmos [trans. Arethusa edition] 
大部分的密特拉寺可以追溯到西元前100年與西元300年之間，主要都在羅馬帝國境內。

## 著名的密特拉寺

### 波士尼亞
- 亞伊采（Jajce）。

### 法國
- 昂熱（Angers）。
- 比耶桑（Biesheim）。
- 馬克維萊（Mackwiller）。
- 馬里亞納（英语：Mariana, Corsica）（Mariana）。
- 薩爾堡（Sarrebourg）。
- 斯特拉斯堡（Strasbourg，鳩妮蘇芬〔Koenigshoffen〕區）。

### 德國
- 科隆（Cologne）

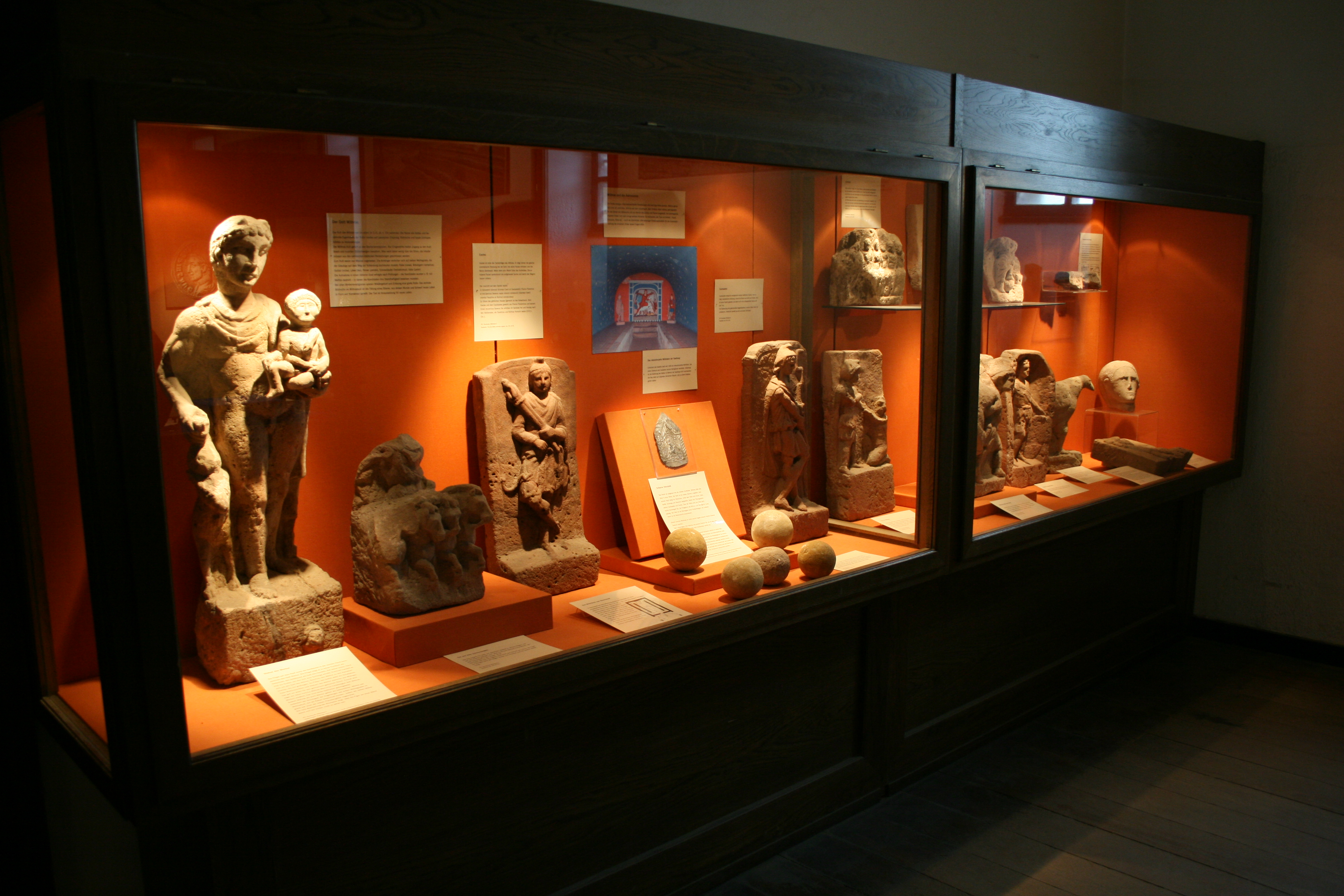
從德國的施托克施塔特（Stockstadt）所發現到的密特拉寺。

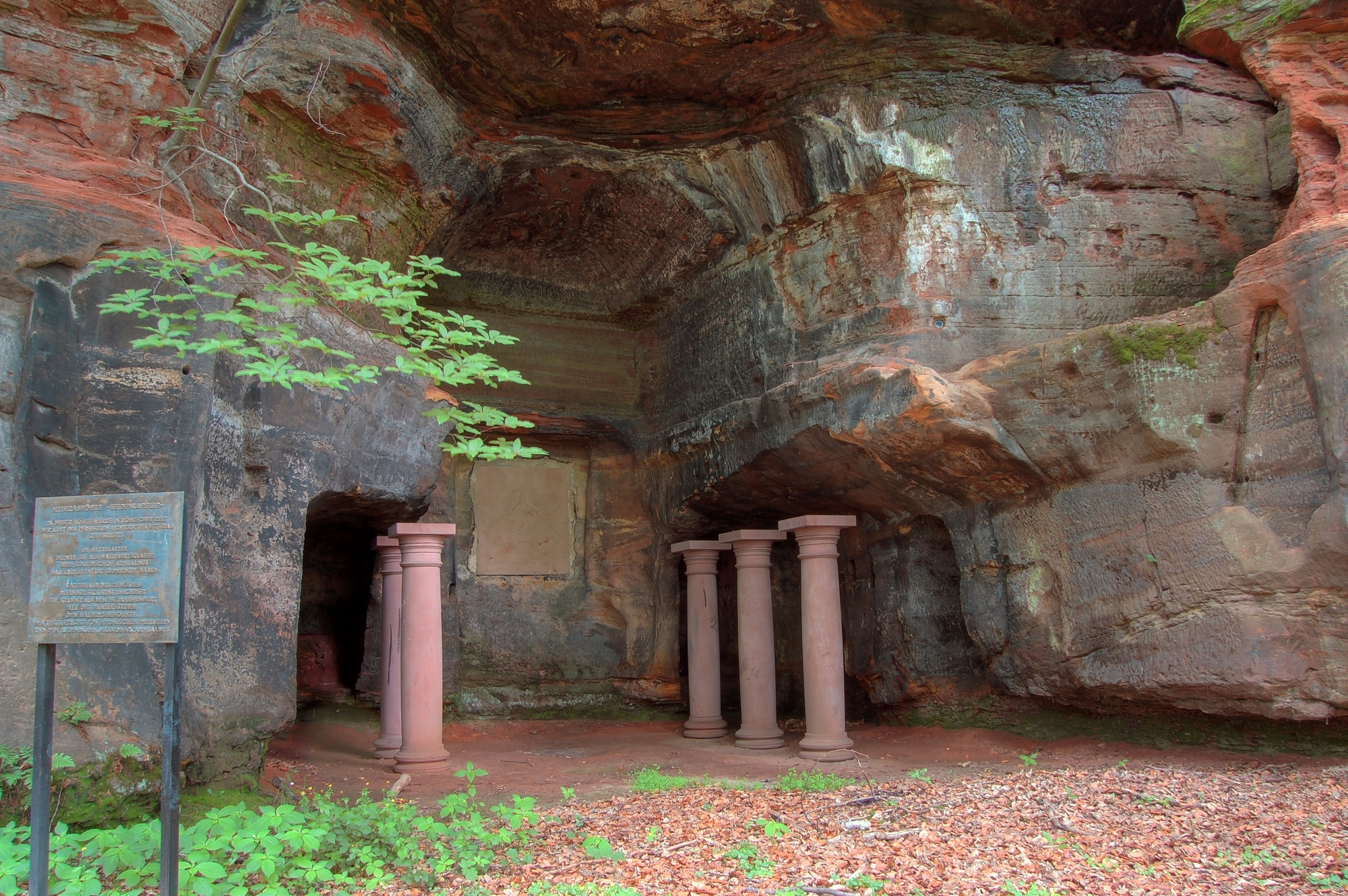
在德國的城市薩爾布魯根（Saarbrücken）所發現到的密特拉寺。

- 迪堡／達姆施塔特（Dieburg/Darmstadt）
- 法蘭克福-赫登海姆（英语：Heddernheim）（Frankfurt-Heddernheim）
- 布萊斯高的弗萊堡（Freiburg im Breisgau），出自於里格爾的密特拉寺遺址，現今在弗萊堡博物館展出。
- 吉梅丁根（Gimmeldingen），密特拉斯－至圣所（Mithras-Heiligtum）。[2]
- 居格林根（Güglingen）。
- 哈瑙（Hanau）。
- 海德堡（Heidelberg），普法爾茨博物館（Kurpfälzisches Museum）。
- 柯尼希斯布伦（Königsbrunn），（在奧格斯堡〔Augsburg〕附近）。
- 美因茲（Mainz），密特拉寺莫根提亞肯（Mogontiacum）的獻祭壇。
- 諾伊斯（Neuss，諾維西亞羅馬軍團兵營〔Legionslager Castra Novaesia〕，諾維西亞〔Novaesia〕是諾伊斯在羅馬時代的拉丁地名）。
- 奥斯特布尔肯（Osterburken）。
- 凯撒施图尔山麓里格尔（Riegel am Kaiserstuhl），[3]（在布萊斯高的弗萊堡附近）。
- 薩爾布爾格（Saalburg）。
- 薩爾布魯根（Saarbrücken）。
- 弗賴森（Schwarzerden）。
- 維斯洛赫（Wiesloch）。

### 匈牙利
- （維多利納的）阿昆庫姆密特拉寺（Aquincum Mithraeum [of Victorinus]）。在阿昆庫姆考古公園內保持開放狀態。
- 薩薇瑞亞密特拉寺（Savaria Mithraeum）。
- 費爾特拉科什密特拉寺（Fertőrákos mithraeum）。

### 以色列
- 凱撒利亞·馬力提馬，希律的城市（Caesarea Maritima, City of Herods）。
- 舊凱撒利亞羅馬密特拉寺（Old Caesarea Roman Mithraeum）。

### 義大利
- 在羅馬城市境內：

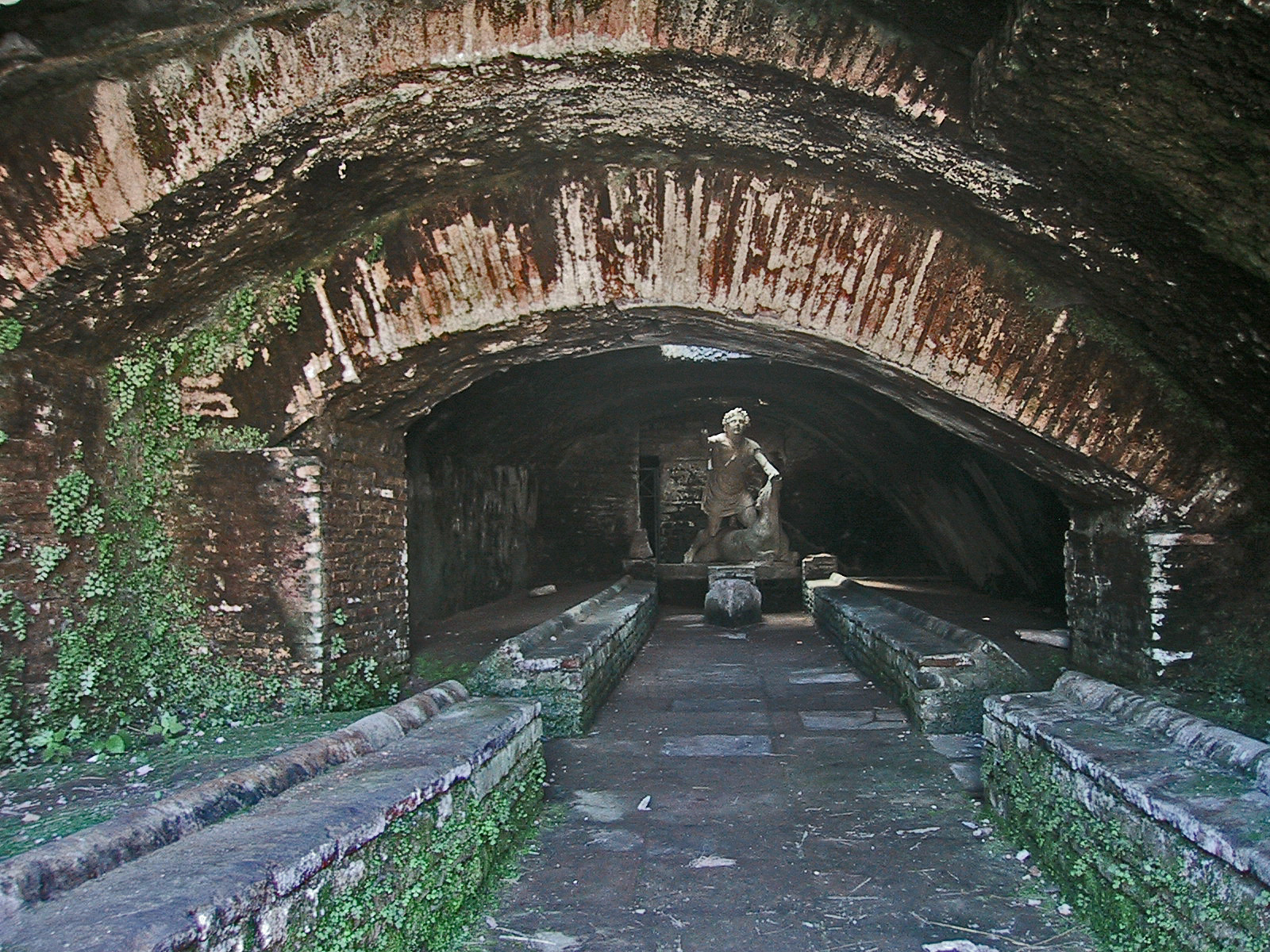
發現於義大利的奧斯提亞·安提卡（Ostia Antica）之遺址的一座密特拉寺。

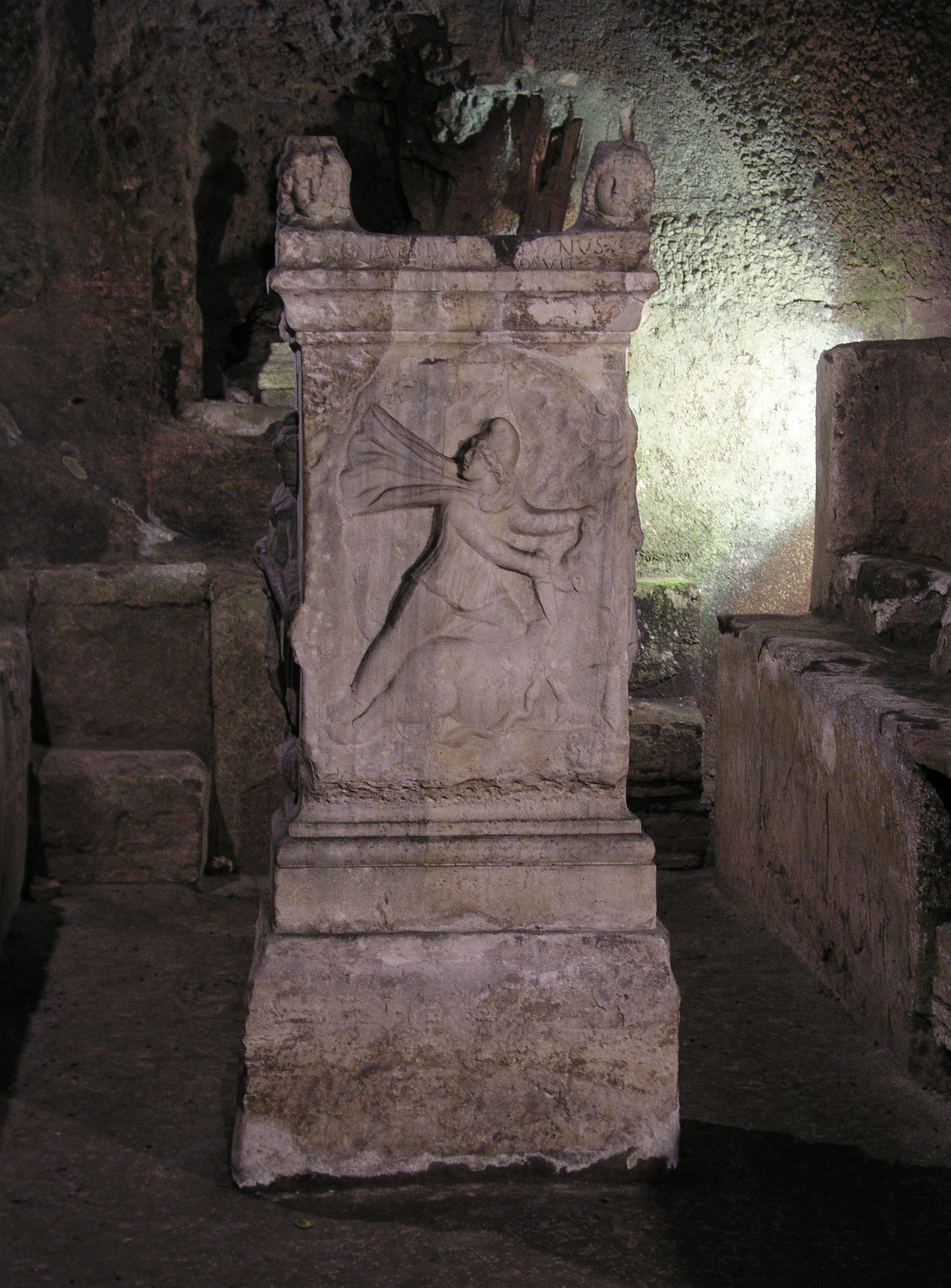
位於羅馬聖克萊門特大教堂（Basilica of San Clemente）內密特拉寺在這教堂的最低樓層之中。

  - 馬克西穆斯競技場（Circus Maximus）的密特拉寺。按约定时间保持開放狀態。
  - 隸屬巴貝里尼家族（Barberini）的密特拉寺。按约定时间保持開放狀態。
  - 聖克萊門特的密特拉寺，位在聖克萊門特大教堂（Basilica of San Clemente）下方。在考古博物館內依然可見到宗教文物。
  - 卡拉卡拉浴場（Baths of Caracalla）的密特拉寺。按约定时间保持開放狀態。
  - 罗马外族营（Castra Peregrinorum）密特拉寺，在聖斯德望圓形堂（Santo Stefano Rotondo）教會的下方。按约定时间保持開放狀態。
  - 在聖塔普利斯卡（Santa Prisca）大教堂下方的密特拉寺。按约定时间保持開放狀態。
- 在坎帕尼亞大區（Campania）境內：
  - 聖塔馬里亞·卡普阿·韋泰雷（Santa Maria Capua Vetere）的密特拉寺。
  - 那不勒斯（Naples）的密特拉寺。

### 羅馬尼亞
- 在布魯肯撒爾博物館（Brukenthal Museum）的石雕廳（Lapidarium）內重建的一座密特拉寺，其中一些宗教文物是在阿普倫（Apulum，阿爾巴·尤利亞〔Alba Iulia〕）挖掘出土的。
- 烏爾比亞·圖拉亞那·薩爾米澤傑圖薩（Ulpia Traiana Sarmizegetusa）。

### 西班牙
- 羅馬城區的富恩特·阿拉莫密特拉寺（Fuente Álamo's Mithraeum，蓬特·赫尼爾〔Puente Genil〕）。
- 考古地點位在梅里達的考古遺址群（Emerita Augusta）。

### 瑞士
馬爾蒂尼（Martigny，古代的奥克托杜鲁斯〔Octodurus〕）－一座重建的密特拉寺。

### 敘利亞
- 杜拉·歐羅普斯－被運往耶魯大學的美術畫廊（Yale University's Gallery of Fine Arts）進行重建工程。

### 英國
- 卡那封密特拉寺（Caernarfon Mithraeum），位於威爾斯。
- 卡洛堡（Carrawburgh），哈德良長城，位於英格蘭。保持開放狀態。
- 倫敦密特拉寺（London Mithraeum），位於英格蘭。保持開放狀態。
- 羅徹斯特密特拉寺（Rudchester Mithraeum），位於英格蘭。

## 外部連結
- List of mithraea from Mithraeum.eu
- Capua's Mithraeum (Santa Maria Capua Vetere)（页面存档备份，存于）